# Naso caesius
Naso caesius és una espècie de peix pertanyent a la família dels acantúrids.

## Descripció
- Pot arribar a fer 45,6 cm de llargària màxima.
- 6-7 espines i 27-30 radis tous a l'aleta dorsal i 2 espines i 28-31 radis tous a l'anal.
- El seu color va del gris blavós al gris o marró.[2][3]

## Hàbitat
És un peix marí, associat als esculls i de clima tropical que viu entre 3 i 36 m de fondària.

## Distribució geogràfica
Es troba al Pacífic: les illes Mariannes Septentrionals, les illes Marshall, les illes Hawaii, Pitcairn, les illes de la Societat (la Polinèsia Francesa) i Nova Caledònia.

## Costums
És bentopelàgic.

## Observacions
És inofensiu per als humans.